# Samuel M. Ralston

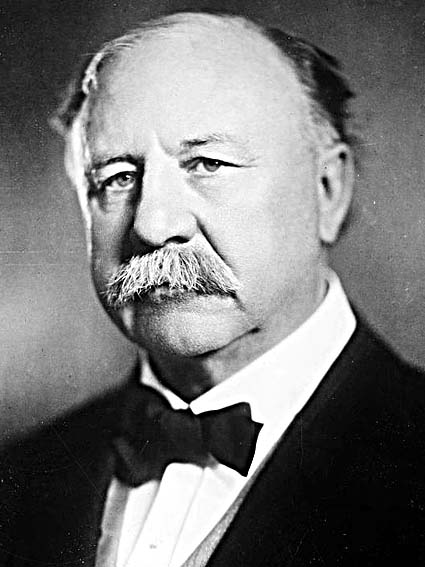
Samuel Ralston

Samuel Moffett Ralston (* 1. Dezember 1857 in New Cumberland, Tuscarawas County, Ohio; † 14. Oktober 1925 in Lebanon, Indiana) war ein US-amerikanischer Politiker und zwischen 1913 und 1917 der 28. Gouverneur von Indiana. Von 1922 bis zu seinem Tod war er außerdem Abgeordneter im Senat der Vereinigten Staaten.

## Frühe Jahre
Samuel Ralston kam mit seinen Eltern im Jahr 1865 nach Indiana, wo sie sich im Owen County niederließen. Dort besuchte er die örtlichen Schulen, die Northern Indiana School in Valparaiso und bis 1885 das Central Normal College in Danville. Nach einem Jurastudium wurde er 1886 als Anwalt zugelassen, worauf er in Lebanon eine Kanzlei eröffnete. Als Mitglied der Demokratischen Partei war Ralston in den Jahren 1888 und 1892 jeweils einer der Wahlmänner bei den Präsidentschaftswahlen. Im Jahr 1898 bewarb er sich erfolglos um das Amt des Staatssekretärs von Indiana und 1908 verfehlte er die angestrebte Nominierung seiner Partei zum Spitzenkandidaten für die Gouverneurswahlen. Zwischen 1908 und 1912 war er Vorsitzender des Schulausschusses der Stadt Lebanon. Im Jahr 1912 wurde er dann zum neuen Gouverneur von Indiana gewählt. Dabei setzte er sich gegen den republikanischen Ex-Gouverneur Winfield T. Durbin durch.

## Gouverneur von Indiana
Ralston trat seine vierjährige Amtszeit am 13. Januar 1913 an. In dieser Zeit wurde die historische Kommission Indianas gegründet. Auch eine Dienstleistungskommission (Public Service Commission) und eine Straßenbaubehörde (Highway Commission) wurden ins Leben gerufen. Auch die Anlage der staatlichen Parks in Indiana (State Park System) wurde geplant und in Angriff genommen. Es entstand auch eine staatliche Farm, auf der Häftlinge mit weniger langen Strafen beschäftigt wurden. Schließlich wurden neue Arbeitsrechtsgesetze und das Gesetz zur Regelung des Vorwahlsystems (Primary Election Law) eingeführt.

## Weitere Laufbahn
Nach dem Ende seiner Amtszeit im Januar 1917 wurde Ralston wieder als Anwalt tätig. Im Jahr 1922 wurde er in den US-Senat gewählt. Dort verblieb er bis zu seinem Tod im Jahr 1925. Auf der Democratic National Convention im Jahr 1924 galt Ralston als Favorit für die Nominierung zum demokratischen Präsidentschaftskandidaten. Zur Überraschung aller Parteitagsmitglieder lehnte er die Nominierung ab, die dann an John W. Davis ging. Vermutlich war sein Gesundheitszustand der Grund für diese Absage; tatsächlich starb er schon ein Jahr später. Er wurde in Lebanon beigesetzt. Samuel Ralston war zweimal verheiratet und hatte insgesamt drei Kinder.